# 埃里贝托·乌尔塞体育场
埃里贝托·乌尔塞体育场，巴西圣卡塔琳娜州克里西乌马的一个足球体育场。体育场容量达 28,749人。该体育场属克里西乌马竞技俱乐部所有，也是其主场所在地。体育场得名于埃里贝托·乌尔塞，他在1958年至1960年间担任圣卡塔琳娜州州长。